# MadeiraShopping
O MadeiraShopping é o maior centro comercial da Ilha da Madeira, com características únicas e uma oferta comercial e de lazer completa e diversificada. Localizado em Santa Quitéria, Santo António, Funchal, numa área de boa acessibilidade, próxima da saída da Via Rápida
Com mais de 100 lojas, que ocupam uma área de aproximadamente 26,600m2, o principal acesso ao Centro é pelo piso 2, no Village, onde se localizam as lojas de serviços: Correios, Cafés, Lavandaria e Farmácia. Na área de lazer, apresenta 17 restaurantes com uma espetacular vista panorâmica sobre o mar. O MadeiraShopping tem, ainda, 1060 lugares de estacionamento gratuito para o público em geral, 12 lugares de estacionamentos para pessoas com mobilidade reduzida, 50 lugares para motos, 3 wc’s adaptados, 1 elevador panorâmico com prioridade para pessoas com mobilidade reduzida e uma variedade de serviços que proporcionam aos seus visitantes um maior conforto e segurança.

## Lojas

### Restauração
Na área da restauração encontram-se:
- Cafés, pastelaria, gelataria
  - Kiodelta
  - Koffee & Krema
  - Kaffeína
  - Segredos da Casa
- Restaurantes de comida rápida
  - McDonald's
  - Kentuchy Friend Chicken
  - Pizza Hut
  - Massas La Casona
  - Gigi Sumos
  - Burger King
  - Original Kebab
  - Cow & Bell
  - Subway
  - Pan's & Company
  - h3
- Restaurantes
  - Restaurante China Nova
  - A Panela da Sopa / Taverna Madeirense

### Hipermercados e produtos alimentares
- Continente Modelo
- Bioforma

### Electrodomésticos, electrónica eHi-Fie imagem
- iStore - Apple Premium Reseller
- Worten
- Fnac

### Cinemas
- Cineplace

### Brinquedos e prendas
- Flow

### Decoração, mobiliário e artigos para o lar
- A Loja do Gato Preto
- Molaflex
- Nature selection

### Moda e acessórios
- Acessórios de Moda, Retrosaria, Bijuteria e Outros
  - Salsa Jeans
  - Timberland
  - Guess
  - Paco Martinez
  - Parfois
  - Bershka
  - Oysho
  - Bijou Brigitte
  - Claire's
  - Calzedonia
  - Underblue
  - Women Secret
  - Lion Of Porches
  - Cortefiel
  - Inside
  - Zara
  - Mike Davis
  - Pull and Bear
  - Intimissimi
  - Springfield
  - Decenio
  - Quebramar
  - Stradivarius
  - Tiffosi
- Vestuário de desporto
  - Sport Zone
  - Sports Look
  - JD Sports
  - Timberland
- Sapataria
  - prof
  - Rockport

### Ourivesaria, joalharia e relojoaria
- Pandora
- Atlantis
- Ouro Vivo
- Boutique dos Relógios

### Perfumaria e Cosmética
- Douglas
- The Body Shop
- Perfumes e Companhia
- Equivalenza

### Bancos e correio
- CTT Correios

### Cabeleireiros
- Wink

### Telecomunicações e informática
- NOS
- Vodafone
- MEO
- Phone House
- Dr Informático

### Outros serviços
- Press Center
- Nespresso
- Mister Minit
- Wells
- Cover Me
- FotoSport
- 5 à Sec
- Multiópticas
- Alberto Oculista
- Abreu Viagens
- Max Mat
- Petlandia
- Farmácia Madeira

## As lojas mais recentes
- Nespresso
- JD Sports
- Pandora
- Gigi Sumos
- Inside
- Original Kebab
- Molaflex
- Vans

## As dez lojas mais visitadas
- Fnac
- Zara
- Salsa Jeans
- Sport Zone
- Continente Modelo
- Bershka
- Worten

## Ligações Externas
- «Site oficial»